# Maroon V Tour
Tournées par Maroon 5
Overexposed Tour (2012–2014)
Maroon V Tour est la 5e tournée mondiale du groupe américain Maroon 5.
La tournée sert à promouvoir l'album V sorti en 2014. Elle débute le 16 février 2015 à Dallas et se termine le 8 mars 2017 à New York. Cette tournée passe par l'Amérique du Nord, l'Europe, l'Afrique, l'Océanie, et par l'Amérique du Sud.
En novembre 2015 et selon des estimations de Billboard, la tournée a rapportée 71 millions de dollars (avec 52,2 millions de dollars venant des 653 984 billets vendus lors des 45 premiers concerts).

## Développement
La tournée est annoncée en mai 2014. Le groupe a déclaré que, par le biais d'un contrat avec Live Nation, il est prêt à se lancer dans une tournée mondiale fin 2014 et début 2015 pour soutenir le nouvel album.
Toutes les dates pour l'Amérique du Nord et l'Europe sont annoncées le 2 septembre 2014,,, et en raison de la forte demande, des concerts supplémentaires ainsi que de nouvelles dates sont annoncés par le groupe.
En 2015, Maroon 5 annonce des spectacles en Asie, en Océanie, au Mexique et en Amérique du Sud, ainsi qu'une deuxième étape en Amérique du Nord, qui devrait avoir lieu dans des villes où ils ne se sont pas produits lors de la première.
Au début de l'année 2016, de nouveaux concerts sont annoncés pour l'Europe.
En septembre 2016, Maroon 5 confirme que les sept dates de l'étape nord-américaine de septembre et octobre 2016, sont reportées à février et mars 2017.

## Actes d'ouverture

### 2015
- Magic! (Amérique du Nord et Europe)
- Rozzi Crane (Amérique du Nord)
- Nick Gardner (Europe)
- Nick Jonas (Amérique du Nord)
- Matt McAndrew (Amérique du Nord)
- Dirty Loops (Asie et Océanie)
- Conrad Sewell (Australie)

### 2016
- Rey Pila (Mexique)
- The Mills (Colombie)
- Foxley (Argentine)
- Dashboard Confessional (Brésil)
- Dingo Bells (Brésil)
- Tove Lo (Amérique du Nord)[7]
- PHASES (Amérique du Nord)[7]
- R.City (Amérique du Nord)[7]

### 2017
- R.City (Amérique du Nord)
- Tinashe (Amérique du Nord)

## Setlist
Cette set list est représentative du concert à Kansas City le 21 mars 2015. Elle n'est pas représentative de tous les concerts de la tournée.
1. Animals
2. One More Night
3. Stereo Hearts
4. Harder to Breathe
5. Lucky Strike
6. Wake Up Call
7. Love Somebody
8. Maps
9. This Love
10. Sunday Morning
11. Makes Me Wonder
12. Payphone
13. Daylight
14. It Was Always You
15. She Will Be Loved
16. Moves like Jagger
17. Sugar
18. This Summer's Gonna Hurt like a Motherfucker